# Kristinn Jónsson
Kristinn Jónsson, född 4 augusti 1990, är en isländsk fotbollsspelare som spelar för norska Sarpsborg.
Han var med och vann Isländska cupen med Breiðablik 2009 samt den inhemska ligan 2010. Säsongen 2014 lånades Jónsson ut till IF Brommapojkarna, med en köpoption därefter.